# Alma de Mexico
 (août 2009).
Si vous disposez d'ouvrages ou d'articles de référence ou si vous connaissez des sites web de qualité traitant du thème abordé ici, merci de compléter l'article en donnant les références utiles à sa vérifiabilité et en les liant à la section « Notes et références ».
Aerolíneas Mesoamericanas, S.A. de C.V., qui opérait sous l'acronyme d’Alma de Mexico, était une compagnie aérienne à bas coûts (Code AITA C4), basée à Guadalajara au Mexique. Elle desservait 18 destinations intérieures. Elle a cessé toute activité en 2008.

## Historique
La compagnie a été créée par un ancien directeur d'Aeromexico, Guillermo Heredia, et elle a obtenu son certificat de transporteur aérien en septembre 2005. Le 12 juin 2006, Alma a commencé ses opérations avec son premier vol de Guadalajara vers Puebla. Le 2 mars 2007, Alma avait obtenu l'une des plus importantes certification en matière de sûreté et de sécurité (IOSA) délivrée par l'Association internationale du transport aérien.
À partir du 1er juin 2007 Alma de México a été en partage de code avec la compagnie Mexicana.

## Flotte
En décembre 2007, la flotte d'Alma de Mexico comptait :
- 20 Bombardier CRJ-200
- 2 commandes Bombardier CRJ-900 NextGen livrables en 2008